# NGC 5409
NGC 5409 ist eine Balken-Spiralgalaxie mit aktivem Galaxienkern vom Hubble-Typ SABb im Sternbild Bärenhüter am Nordsternhimmel. Sie ist schätzungsweise 278 Millionen Lichtjahre von der Milchstraße entfernt und hat einen Durchmesser von etwa 140.000 Lichtjahren.
Im selben Himmelsareal befinden sich u. a. die Galaxien NGC 5416, NGC 5423, NGC 5424, NGC 5431.
Die Typ-Ia-Supernova SN 2011is wurde hier beobachtet.
Das Objekt wurde am 25. April 1883 von Ernst Wilhelm Leberecht Tempel entdeckt.